# 1228 هـ
1228 هـ هي سنة في التقويم الهجري امتدت مقابلةً في التقويم الميلادي بين سنتي 1813 و1813.

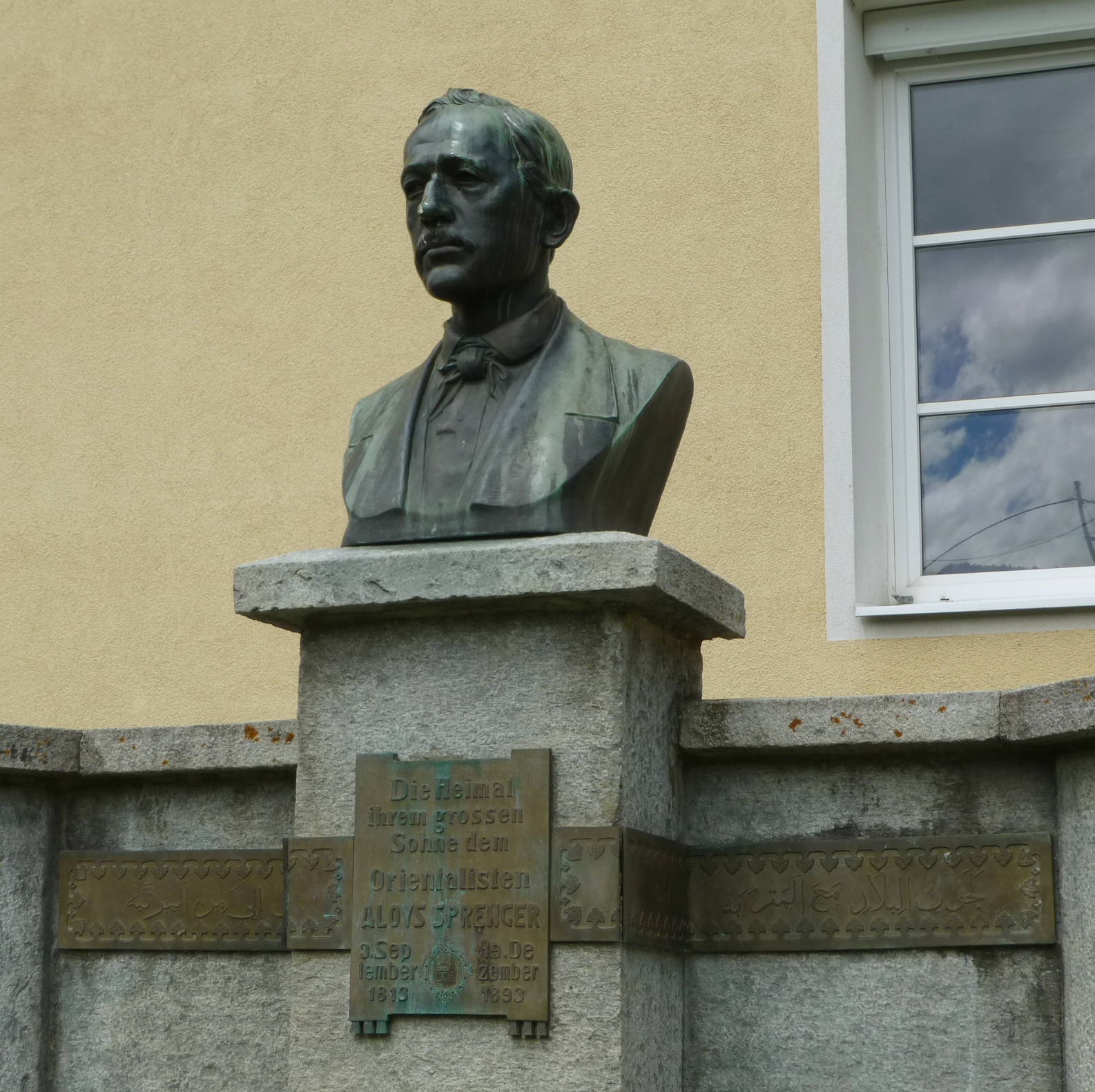
ألويس اشبرنجر

## أحداث
- المصريون يحتلون جدة ومكة المكرمة والطائف.

## مواليد
- جعفر كاشف الغطاء، رجل دين عراقي.
- ألويس اشبرنجر
- شربونو

## وفيات
- إبراهيم البلاغي
- جعفر كاشف الغطاء
- محمود بن سعيد مقديش
- مطلق بن محمد المطيري